# Akiko di Mikasa
Akiko di Mikasa (彬子女王?, Akiko Joō; Tokyo, 20 dicembre 1981) è un membro della famiglia imperiale del Giappone, prima figlia del principe Tomohito di Mikasa e di sua moglie Nobuko e, quindi, cugina di secondo grado dell'imperatore Naruhito.
Appartenente al ramo "Mikasa-no-miya" della casa imperiale, la principessa è presidente e patrona di numerose associazioni sia sportive (tra cui la federazione rugbistica giapponese) che culturali, e rappresenta la famiglia imperiale all'estero in occasione di eventi sociali e culturali.

## Biografia

### Primi anni di vita ed educazione

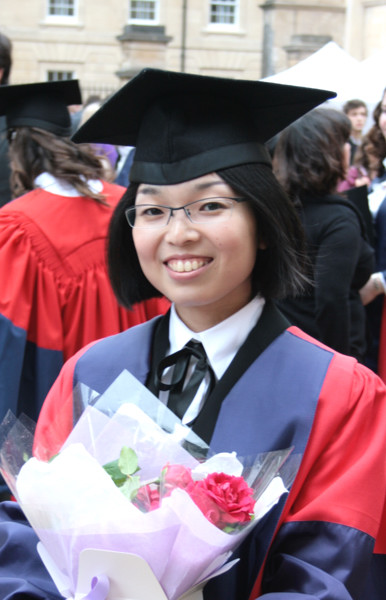
La principessa Akiko nel giorno della sua cerimonia di laurea il 28 maggio 2011.

Akiko di Mikasa è nata a Tokyo il 20 dicembre 1981.
Si laurea in storia presso l'Università Gakushūin; durante gli studi ha trascorso l'anno accademico 2001-2002 al Merton College dell'Università di Oxford per studiare storia dell'arte giapponese.
Nel dicembre del 2006, all'Università Imperiale di Tokyo, la principessa ha assistito all'apertura di una mostra speciale sul movimento d'arte del XIX secolo conosciuto come giapponismo.
Nel luglio del 2007, ha partecipato a un simposio dell'Univeristà Ochanomizu sulla collezione d'arte di William Anderson. Dal gennaio a maggio dell'anno successivo, è stata al Clark Center for Japanese Art and Culture di Hanford in California per la sua tesi.
Dall'ottobre 2004 fino al gennaio 2010, sempre al Merton College, Aikiko di Misaka è stata studentessa di dottorato presso la facoltà di studi orientali. Il suo tema di ricerca è stato La collezione William Anderson - Interessi occidentali nell'arte giapponese nel XIX secolo del British Museum. William Anderson (1842 - 1900) è stato un chirurgo inglese che ha insegnato anatomia e chirurgia in Giappone ed è diventato un importante studioso e collezionista di arte giapponese. Nel 2011, ha ricevuto il dottorato di ricerca, diventando il secondo membro della famiglia imperiale giapponese ad ottenere un dottorato; il primo è stato il principe Akishino che ha conseguito un dottorato di ricerca in ornitologia, dall'Università di Studi Avanzati del Giappone, nell'ottobre del 1996.

### Carriera
Dall'ottobre del 2009 al marzo del 2012, ha lavorato come ricercatrice di post dottorato presso l'organizzazione di ricerca dell'Università Ritsumeikan. Nell'aprile del 2012, ha lavorato presso l'istituo Ginkaku Jisho-ji, Kenshu Dojo. Nel maggio del 2012, è stata nominata ricercatrice ospite presso il centro di ricerca internazionale di studi giapponesi dell'Università Hosei. 
Dall'aprile del 2012 al marzo del 2013, è stata professoressa associata invitata nell'organizzazione di ricerca Kinugasa, Ritsumeikan; dall'aprile del 2013 è stata professoressa associata in visita presso la stessa organizzazione per poi diventare ricercatrice ospite nel maggio del 2014.  

Nel 2014, è stata nominata socia ricercatrice ospite del centro di ricerca d'archivio dell'Università delle Arti di Kyoto. 

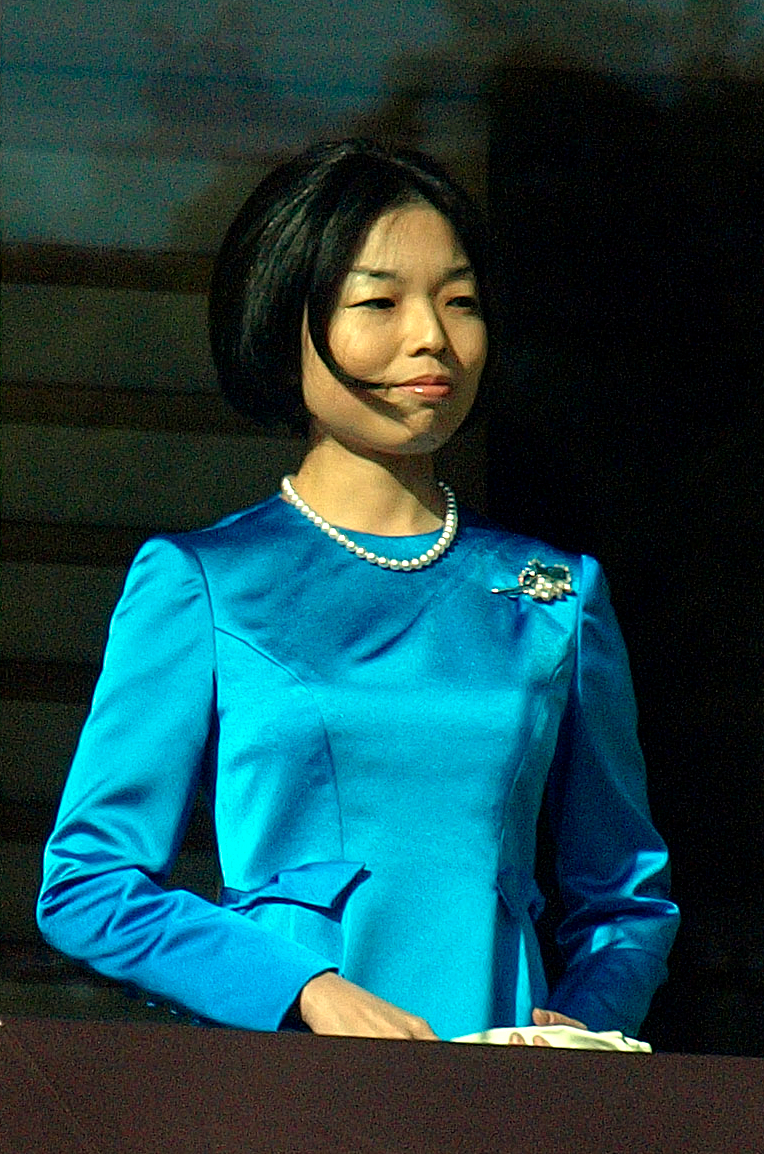
La Principessa Akiko alle celebrazioni del nuovo anno il 2 gennaio 2011.

### Morte del padre
Il 6 giugno 2012, il principe Tomohito è morto per insufficienza multiorgano. La sua cerimonia funebre, chiamata "Renso no Gi," si è tenuta presso il cimitero imperiale Toshimagaoka di Bunkyō e vi hanno partecipato la principessa Yōko e altri membri della famiglia imperiale. Nel giugno dell'anno successivo, l'Agenzia della Casa Imperiale ha comunicato che avrebbe ridotto il numero dei rami della famiglia imperiale dopo la scomparsa del principe Tomohito avvenuta un anno prima. La famiglia guidata del defunto principe è stata integrata in quella guidata da Takahito, principe Mikasa. Il provvedimento è stato applicato retroattivamente al 6 giugno dell'anno precedente, giorno della morte del principe. Come risultato, il numero dei rami della famiglia imperiale è sceso a cinque, esclusi quelli guidati dall'imperatore Akihito e dal principe ereditario Naruhito. 
I funzionari dell'agenzia hanno affermato che l'integrazione delle famiglie non cambierà le modalità di vita dei tre ex membri del nucleo familiare del defunto principe o la quantità di spese di soggiorno che ricevono dalle casse dello Stato.

### Incarichi di corte
Nel luglio del 1998, la principessa Akiko si è recata in Turchia per la prima volta per visitare i resti del sito di Kaman-Kalehöyük, nell'ambito di una visita organizzata dal Centro della cultura del Medio Oriente in Giappone, di cui Takahito, principe Mikasa e suo nonno, era presidente onorario. La principessa Akiko ha visitato diversi altri siti di interesse. Nel giugno del 2003, ha accompagnato il padre durante in una visita in Turchia.
La principessa Akiko ha raggiunto la maggiore età nel dicembre del 2001 ed ha iniziato a partecipare alle cerimonie e agli eventi ufficiali con gli altri membri della famiglia.
Nel luglio del 2010, ha aderito alla "visita alla cerimonia di dedicazione del Museo di Archeologia Kaman-Kalehöyük, dell'Istituto giapponese di archeologia anatolica", che il principe Tomohito aveva progettato. Nel gennaio dell'anno successivo, ha visitato l'Austria per partecipare al 19º Congresso INTERSKI a Sankt Anton am Arlberg.

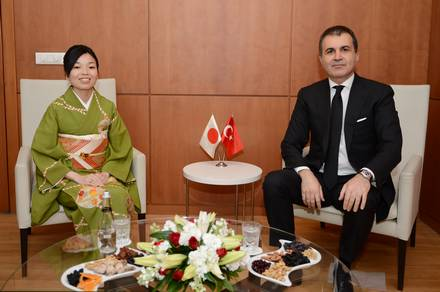
La principessa Akiko con Ömer Çelik, ministro della cultura e del turismo, in Turchia il 27 aprile 2014.

Dall'aprile del 2013 è presidente dell'Associazione Shinyusha.
Il 4 settembre 2013 è partita per l'Argentina per incontrare i membri del Comitato Olimpico Internazionale che dovevano eleggere la città che avrebbe ospitato i giochi olimpici del 2020; le candidate erano Madrid, Istanbul e Tokyo. Akiko e Hisako, principessa Takamado, facevano parte della delegazione giapponese, che ha sostenuto, con successo, la candidatura olimpica di Tokyo. Il 5 settembre, la principessa ha partecipato ad una cerimonia, tenutasi presso la residenza dell'ambasciatore giapponese a Buenos Aires, in cui ha pronunciato un discorso. La cerimonia era rivolta a esprimere gratitudine per il sostegno per la ricostruzione dopo il terremoto del marzo del 2011. Il 6 settembre, la principessa Akiko ha fatto un giro in un giardino giapponese nella capitale con il presidente della Fondazione culturale giapponese dell'Argentina, Kazunori Kosaka.
Dal 7 al 12 settembre 2013, si è recata in visita ufficiale in Cile. Durante il suo soggiorno, la principessa Akiko ha incontrato il presidente Sebastián Piñera e ha visitato l'isola di Pasqua, dove ha espresso il suo apprezzamento per la donazione da parte del Cile di una statua moai a Minamisanriku, città distrutta dal terremoto del 2011. La principessa Akiko ha visitato l'Università di Santiago del Cile per una conferenza e colloqui con gli studenti di lingua giapponese. Ha visitato anche Valparaíso e Viña Viu Manent, nella valle di Colchagua, per imparare di più sul vino di produzione cilena. Lì, ha goduto di un pranzo presso il centro visitatori di La Llaveria della famiglia Viu. I vini cileni sono i secondi più venduti in Giappone e il paese è uno dei principali mercati di esportazione della Viu Manent.
Dal 12 novembre al 13 novembre 2013, si è recata a Minamisanriku, città gravemente colpita dal terremoto del 2011. Il 13, Akiko ha ispezionato la statua del moai.
Dal 23 al 30 aprile 2014, è ritornata in Turchia. Il 27, ha assistito al concerto in memoria del padre organizzato dal governo turco. Il principe Tomohito era presidente della Società Giappone-Turchia e la principessa Akiko gli è succeduta nella posizione. Dall'aprile del 2014, è presidente dell'Associazione degli istruttori di sci.

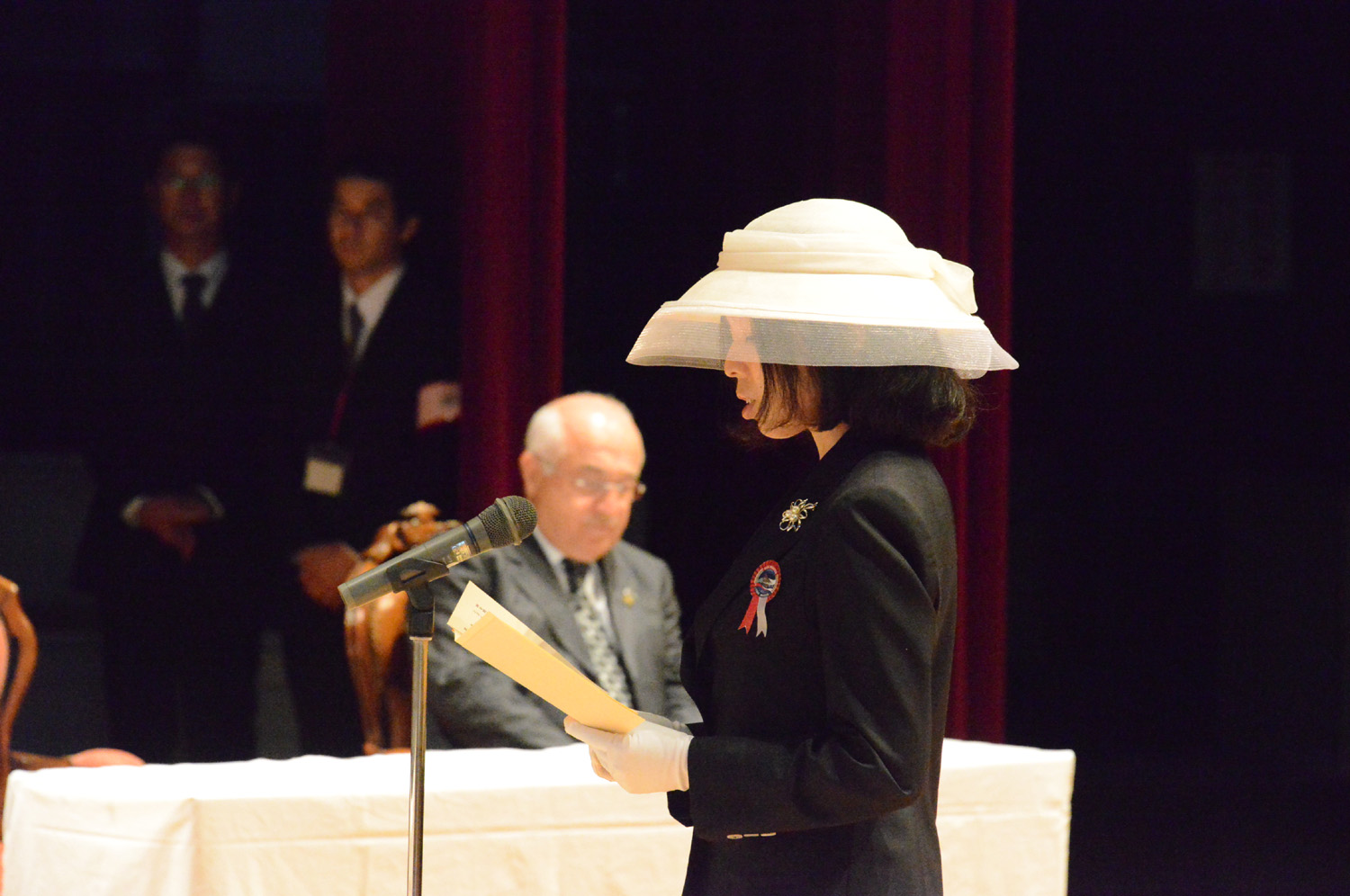
La principessa Akiko alla cerimonia di commemorazione delle vittime del disastro della fregata ottamana Ertuğrul a Kushimoto, il 3 giugno 2015

L'8 giugno 2014, suo zio, Yoshihito, principe Katsura, è morto per problemi di cuore all'età di 66 anni. Il 17 giugno si è tenuto il servizio funebre principale, chiamato "Renso no Gi", presso il cimitero imperiale Toshimagaoka di Tokyo. Akiko ha agito come capo lutto e ha ospitato la cerimonia.
Nel maggio 2016 la principessa Akiko ha presenziato alla quinta edizione del World Butoku Sai a Kyoto, sponsorizzata dall'organizzazione di arti marziali Dai Nippon Butoku Kai. 
Dall'8 settembre al 14 settembre 2018 la Principessa ha fatto nuovamente un tour della Turchia, durante il quale ha incontrato rappresentanti turchi ed ha visitato i siti archeologici e i musei di Istanbul, Ankara e Kırşehir. È stata inoltre designata come presidente onorario della Fondazione Principe Misaka, istituzione fondata nel 2017 per sostenere l'Istituto Giapponese di Archeologia Anatolica.

### Salute
Il 6 dicembre 2013, l'imperatore Akihito e l'imperatrice Michiko sono rientrati in Giappone da una visita in India. Come da consuetudine, i membri della famiglia li hanno accolti all'Aeroporto Internazionale di Tokyo. Durante i saluti, improvvisamente, la principessa Akiko è caduta a terra. Venne assistita dalla Principessa Hanako fino all'arrivo delle guardie di sicurezza. Venne trasferita all'Ospedale universitario Keio dove le è stata diagnosticata un'anemia cerebrale.

## Titoli e trattamento
- dal 20 dicembre 1981: Sua altezza imperiale la principessa Akiko di Mikasa